# Brownsboro (Oregon)
Brownsboro (korábban Brownsborough) az Amerikai Egyesült Államok északnyugati részén, Oregon állam Jackson megyéjében, az Oregon Route 140 mentén elhelyezkedő önkormányzat nélküli település.
1853-ban nevezték el Henry R. Brown telektulajdonosról; mai nevét 1892-ben vette fel. Az 1873 és 1954 között működő posta első vezetője John Bilger volt.

## Fordítás
- Ez a szócikk részben vagy egészben  a   Brownsboro című angol Wikipédia-szócikk ezen változatának fordításán alapul.  Az eredeti cikk szerkesztőit annak laptörténete sorolja fel. Ez a jelzés csupán a megfogalmazás eredetét és a szerzői jogokat jelzi, nem szolgál a cikkben szereplő információk forrásmegjelöléseként.